# Bea Malecki
Bea Malecki (Estocolmo, 23 de agosto de 1991) é uma lutadora sueca de artes marciais mistas, luta na categoria peso galo feminino do Ultimate Fighting Championship.

## Carreira no MMA

### UFC
Malecki fez sua estreia no UFC contra Duda Santana em 1 de junho de 2019 no UFC Fight Night: Gustafsson vs. Smith. Ela venceu por finalização no segundo round.
Sua segunda luta veio em 14 de março de 2020 contra Veronica Macedo, no UFC Fight Night: Lee vs. Oliveira. Malecki venceu por decisão unânime.

## Cartel no MMA
| Cartel no MMA   |            |           |
| 4 lutas         | 4 vitórias | 0 derrota |
| Por nocaute     | 1          | 0         |
| Por finalização | 2          | 0         |
| Por decisão     | 1          | 0         |

| Res.    | Cartel | Oponente        | Método                  | Evento                                | Data       | Round | Tempo | Local                      | Notas                 |
| ------- | ------ | --------------- | ----------------------- | ------------------------------------- | ---------- | ----- | ----- | -------------------------- | --------------------- |
| Vitória | 4-0    | Veronica Macedo | Decisão (Unânime)       | UFC Fight Night: Lee vs. Oliveira     | 14/03/2020 | 3     | 5:00  | Brasília                   |                       |
| Vitória | 3-0    | Duda Santana    | Finalização (mata-leão) | UFC Fight Night: Gustafsson vs. Smith | 01/06/2019 | 2     | 1:59  | Estocolmo                  |                       |
| Vitória | 2-0    | Tracy Smith     | Nocaute Técnico (Socos) | ExciteFight - Conquest of the Cage    | 02/02/2018 | 1     | 0:22  | Airway Heights, Washington |                       |
| Vitória | 1-0    | Faith Davis     | Finalização (mata-leão) | ExciteFight - Conquest of the Cage    | 04/11/2017 | 1     | 2:59  | Airway Heights, Washington | Estreia no Peso Galo. |